# Movimenti incoerenti vol. 2
Movimenti incoerenti vol. 2 pubblicato nel marzo del 2005, è un Extended Play del dj italiano Gigi D'Agostino.

## Tracce
Edizioni musicali Media Songs.
1. Dance'N'Roll – Dance'N'Roll (Unpopiulung) – 5:54 (Carlo Montagner, DJ Pandolfi, Gigi D'Agostino)
2. La Tana Del Suono – Parlando – 5:17 (Luca Martire, Gigi D'Agostino, Paolo Ortelli)
3. Dottor Dag – Luce – 3:33 (Gigi D'Agostino)

Durata totale: 14:44